# Bystry Stream
Koordinaten: 62° 6′ S, 58° 9′ W
Der Bystry Stream (von polnisch bystry ‚schnell, rasch, reißend‘) ist ein schnellfließender Schmelzwasserfluss auf King George Island im Archipel der Südlichen Shetlandinseln. Er fließt am westlichen Ende der Sukiennice Hills zur King George Bay. Sein Einzugsgebiet liegt um den Wet Crag am Nordrand des White Eagle Glacier.
Polnische Wissenschaftler benannten ihn 1999.